# Plagiochila subplana
Plagiochila subplana là một loài rêu trong họ Plagiochilaceae. Loài này được Lindenb. mô tả khoa học đầu tiên.